# San José Obrero de Jubia
Jubia (llamada oficialmente San Xosé Obreiro de Xubia) era una parroquia española del municipio de Narón, en la provincia de La Coruña, Galicia.

## Otro nombre
La parroquia también recibía el nombre de San José Obrero de Jubia.

## Historia
La parroquia fue suprimida en 2010 pasando a ser el barrio del Alto del Castaño de la localidad de Narón.

## Entidades de población
Entidades de población que formaban parte de la parroquia:
- Alto del Castaño (O Alto do Castaño)
- Colmeote (O Colmeote)
- Domirón
- Edreiro (O Hedreiro)
- Finca Fontaíña (A Fontaíña)
- La Torre (A Torre)
- Roibo (O Roibo)
- O Camiño do Pino
- O Chantado
- A Ferrolana
- A Pena
- O Seixo

## Demografía
| Gráfica de evolución demográfica de Jubia entre 2000 y 2010 |
|                                                             |
| Datos según el nomenclátor publicado por el INE.            |